# Katedrala Ouagadougou
Katedrala v Ouagadougouju ali katedrala brezmadežnega spočetja v Ouagadougouju (francosko Cathédrale de l'Immaculée-Conception de Ouagadougou) je katedrala rimskokatoliške nadškofije Ouagadougou v Ouagadougouju, glavnem mestu Burkine Faso. V tridesetih letih prejšnjega stoletja jo je zgradil apostolski vikar Joanny Thévenoud iz skupnosti belih očetov, v času Francoske zahodne Afrike. Posvečena je bila 19. januarja 1936 po dveletni gradnji. Za katedralo, blizu parkirišča, je oltar, posvečen Mariji, Ave Maria, s kipom Device v izklesanem kamnitem loku.